# Associazione Calcio Sangiovannese 2009-2010
Questa pagina raccoglie le informazioni riguardanti l'Associazione Calcio Sangiovannese nelle competizioni ufficiali della stagione 2009-2010.

## Rosa
| N. |                         | Ruolo | Calciatore          |
| -- | ----------------------- | ----- | ------------------- |
|    | Italia (bandiera)       | A     | Andrea Aperuta      |
|    | Italia (bandiera)       | C     | Simone Bernicchi    |
|    | Italia (bandiera)       | C     | Andrea Bernini      |
|    | Italia (bandiera)       | C     | Andrea Bricca       |
|    | Italia (bandiera)       | D     | Daniele Chiarini    |
|    | Italia (bandiera)       | C     | Salvatore Comparato |
|    | Italia (bandiera)       | A     | Sasha Cori          |
|    | Italia (bandiera)       | D     | Antonio D'Ambrosio  |
|    | Italia (bandiera)       | C     | Paolo De Cristofaro |
|    | Italia (bandiera)       | P     | Emiliano Dei        |
|    | Burkina Faso (bandiera) | D     | Salif Dianda        |
|    | Italia (bandiera)       | A     | Marco Di Crescenzo  |
|    | Italia (bandiera)       | D     | Emilio Dierna       |
|    | Italia (bandiera)       | A     | Antonino Di Franco  |

| N. |                    | Ruolo | Calciatore         |
| -- | ------------------ | ----- | ------------------ |
|    | Italia (bandiera)  | A     | Giacomo Fei        |
|    | Italia (bandiera)  | D     | Desiderio Garufo   |
|    | Italia (bandiera)  | A     | Matteo Merini      |
|    | Italia (bandiera)  | D     | Carlo Pelagatti    |
|    | Brasile (bandiera) | A     | Renan Pippi        |
|    | Italia (bandiera)  | A     | Andrea Raimondi    |
|    | Italia (bandiera)  | A     | Cristian Romanelli |
|    | Italia (bandiera)  | C     | Fabio Sacenti      |
|    | Italia (bandiera)  | D     | Davide Salvatori   |
|    | Italia (bandiera)  | D     | Antonello Tabacco  |
|    | Italia (bandiera)  | P     | Matteo Vaccarecci  |
|    | Italia (bandiera)  | D     | Alessio Vannini    |
|    | Brasile (bandiera) | A     | Sergio Cruz        |